# شروتسبرغ
شروتسبرغ (بالألمانية: Schrozberg) هي مدينة وبلدة ألمانية تقع في ألمانيا في بادن-فورتمبيرغ.